# ديفيد ميلز (لاعب كرة قدم)
ديفيد ميلز (بالإنجليزية: David Mills)‏ (6 ديسمبر 1951 في المملكة المتحدة - ) هو لاعب كرة قدم بريطاني في مركز الهجوم. شارك مع منتخب إنجلترا تحت 21 سنة لكرة القدم. أما مع النوادي، فقد لعب مع شيفيلد وينزداي ونادي ميدلزبره ونيوكاسل يونايتد ووست بروميتش ألبيون وويتبي تاون ‏ ودارلينجتون إف سى.

## وصلات خارجية
- ديفيد ميلز على موقع قاعدة بيانات كرة القدم.إي يو (الإنجليزية)